# El Cairo
El Cairo là một khu tự quản thuộc tỉnh Valle del Cauca, Colombia. Thủ phủ của khu tự quản El Cairo đóng tại El Cairo Khu tự quản El Cairo có diện tích 283 ki lô mét vuông. Đến thời điểm ngày 28 tháng 5 năm 2005, khu tự quản El Cairo có dân số 8610 người.